# Gracixalus quyeti
Gracixalus quyeti es una especie de anfibio anuro de la familia Rhacophoridae.

## Distribución geográfica
Esta especie es endémica de la provincia de Quảng Bình en Vietnam. Se encuentra en el parque nacional de Phong Nha-Kẻ Bàng entre los 430 y 1100 m sobre el nivel del mar.

## Descripción
El holotipo femenino mide 34 mm.

## Etimología
Esta especie lleva el nombre en honor a Le Khac Quyet.

## Publicación original
- Nguyen, Hendrix, Böhme, Vu & Ziegler, 2008 : A new species of the genus Philautus (Amphibia: Anura: Rhacophoridae) from the Truong Son Range, Quang Binh Province, central Vietnam. Zootaxa, n.º 1925, p. 1-13.[4]